# Ralph Mercier
Pour les articles homonymes, voir Mercier.
Joseph Harold Ralph Mercier (né à Québec le 13 février 1937 et mort dans la même ville le 13 février 2020,) est un homme politique canadien québécois qui a fait carrière dans le domaine municipal. 
Il a été maire de Charlesbourg pendant 17 ans de 1984 à 2001 et a ensuite occupé des postes importants à la ville de Québec entre 2002 et 2009.

## Biographie
Maire de la ville de Charlesbourg de 1984 à 2001, Ralph Mercier a activement participé à la lutte contre les fusions municipales imposées par le gouvernement du Québec en 2001. Élu en 2001 à titre de conseiller municipal de la nouvelle ville de Québec sous la bannière de l'Action civique de Québec, il a été président de l'arrondissement de Charlesbourg et chef de l'opposition à l'Hôtel de ville de Québec de 2002 à 2005. Lors de la campagne des défusions en 2004, il avait invité les citoyens de son arrondissement à signer les registres afin de tenir un référendum sur les défusions. Ralph Mercier avait alors refusé de dire s'il se prononçait pour ou contre la défusion de son ancienne ville.
En 2004, il avait évoqué la possibilité de prendre sa retraite de la vie politique. Il est revenu sur sa décision en avril 2005. Il est de nouveau candidat à l'élection de novembre 2005 et est réélu conseiller du district Charlesbourg-Centre. Proche d'Andrée P. Boucher en raison de leur implication commune dans la lutte contre les fusions des anciennes villes de banlieue, il est nommé premier vice-président du conseil exécutif de la ville, président du conseil d'agglomération et membre du comité exécutif et du conseil d'administration de la Communauté métropolitaine de Québec.
Cependant, après le décès d'Andrée P. Boucher en 2007, Ralph Mercier s'est retrouvé avec un rôle moins important au conseil municipal sous la nouvelle administration de Régis Labeaume. En juin 2009 il annonce son retrait de la vie politique, retrait qui devient effectif à la suite des élections municipales de novembre 2009.
Ralph Mercier a été longtemps actif au sein de la Communauté urbaine de Québec dont il a été le président, et de l'Union des municipalités du Québec (UMQ) dont il a aussi été président d'octobre 1990 à avril 1993. Il a siégé au conseil d'administration et à l'exécutif de l'UMQ à titre de représentant du caucus des grandes villes.

## Éric Ralph Mercier
Il est le père d'Éric R. Mercier (né en 1967), chef de Québec 21 au Conseil municipal de Québec depuis 2021 et qui a représenté la circonscription de Charlesbourg à l'Assemblée nationale du Québec de 2003 à 2007 sous la bannière du Parti libéral du Québec.

## Hommages
La ville de Québec rend hommage à Ralph Mercier père en renommant le Centre culturel et communautaire de Charlesbourg en Centre culturel et communautaire Ralph-Mercier le 17 mai 2024.